# وست کلمبیا (تگزاس)
وست کلمبیا، تگزاس(به انگلیسی: West Columbia, Texas) شهری در ایالت تگزاس از ایالات جنوبی ایالات متحده آمریکا است. در سرشماری سال ۲۰۰۰، جمعیت این شهر ۴۲۵۵ نفر اعلام شد.